# Équipe du Maroc de rugby à XIII
L'équipe du Maroc de rugby à XIII est l'équipe qui représente le Maroc dans les compétitions internationales depuis le milieu des années 1990.
Elle regroupe les meilleurs joueurs marocains de rugby à XIII.
Absente des terrains pendant une grande partie des années 2010, elle « refait surface » au niveau international en 2019 en disputant la deuxième édition de l'équivalent de la Coupe d'Afrique des nations en rugby à XIII.

## Histoire
La création de l'équipe nationale, ainsi que l'introduction du sport dans le pays, est le fait d'un homme, Hussein M'Barki. Celui-ci quitte en effet son pays pour jouer au rugby à 15 à Cahors, pour ensuite embrasser une carrière de treiziste en Angleterre, où il joue dans des clubs anglais tels qu'Oldham, Warrington et Hull avec sa meilleure saison à Fulham en 1981.
À la fin de sa carrière, il devient Chargé de développement (Development officer) pour la Fédération anglaise de rugby à XIII; il met alors en place des tournées de sélections britanniques dans au Maroc, avec la réception d'une équipe estudiantine britannique et de l'équipe de la BARLA au mois de mars 1994. 
Mais les vrais débuts de la sélection nationale commencent en 1995, avec une participation au World Sevens de Sydney et à la première édition du championnat du monde des nations émergentes en 1995. Lors de ce dernier, les Marocains sont largement battus par les Irlandais, très expérimentés, mais réussissent à faire un match tout à fait honorable face à la Moldavie. Au cours de ce premier match officiel disputé par le Maroc, deux essais sont marqués par Hassan Katir et un par Rachid Mahabi.
En 1996, les Marocains décrochent leur première victoire à un tournoi de rugby à IX, le World Nines, organisé aux Fidji. Si les Marocains, versés dans une poule très difficile avec l'Angleterre, le Tonga et l'Italie, ne gagnent aucun match, ils remportent en revanche la 3e place du Bowl, en battant les Japonais sur le score de 18 à 6. Ils signent alors leur première victoire internationale (à IX).

### 1996-2000: une existence difficile au plus haut niveau
Les éliminatoires pour la Coupe du Monde de 2000 vont se révéler ensuite décevants pour les Marocains : en match amical face à la France, ils sont battus largement (80-08), et perdent toutes chance de qualification en étant également battus par l'Italie (00-34) et écrasés par le Liban (104 à 00), équipe toutefois composée essentiellement de joueurs d'origine libanaise, mais jouant dans le championnat australien.
En l'an 2000, les Marocains voient un lueur d'espoir en remportant leur première victoire à XIII, lors du Championnat des nations émergentes organisé la même année. Pourtant, le groupe 1 dans lequel ils sont versés ne leur laisse aucune chance. En effet, les matchs du groupe 1 sont une simple formalité pour les amateurs britanniques de la Barla qui battent largement le Japon (54 à 00) , les battent à leur tour (60-02) n'encaissant que deux points sur deux matchs et qui se qualifient pour la finale. Cependant le Maroc remporte son match face au Japon 12-08, dans le froid du New Craven Park.  Les Marocains, grâce à Philippe Fernandez, ouvrent le score et par  Modad El Arf, qui marque un essai à la 71e minute, terminent le tournoi sur une note positive. 

### Années 2000-2010: une croissance contrariée par un blocage sportif et institutionnel
En 2002, le treize national s'organise tant bien que mal avec quelques succès comme la réception d'une sélection de la BARLA des moins de 17 ans à Casablanca, l'organisation d'un tournoi de beach rugby et le redémarrage d'un championnat d'une durée de dix semaines dès le mois de juin. 
En 2004, lors de sa participation à la Coupe de la Méditerranée, le treize national enregistre de réels progrès ; en n'étant battu que 42-14 par le Liban (qui l'avait écrasé en 1999) et surtout seulement 46 à 6 par la France (contre 72-00 l'année auparavant). Elle décroche même un très respectable match nul face à la Serbie (20-20). 
L’année 2006 sera l’année d’un nouveau départ . En effet sous l’impulsion de la FFR XIII , de son secrétaire Christophe Jouffret,  et du président de la Rugby league international Fédération (RLIF) Richard Lewis , l’association « Maroc Rugby League »  représente le Maroc au bureau de la Rugby League European Federation avec le statut de membre observateur .Le président est Abdelouahed Nouredine. Durant cette période, le Maroc brille sur la scène internationale du rugby à XIII ; il rencontre l'équipe de France B à Montpellier en 2007 et ne perd que sur un score plutôt respectable (24 à 16) .

-16-09-2007 Tournoi international de Lezignan (France) , le Maroc gagne le tournoi (8 matchs , 8 victoires)
-07 décembre 2007 à Cavaillon , le Maroc rencontrera l’équipe b d’angleterre (barla) . À la mi-temps le score est de 4-4 . En seconde mi-temps les lions de l’atlas manqueront de condition physique ..44-4
Le 27-01-2008 Reconnaissance officielle de l’association Maroc Rugby League par la fédération Européenne (RLEF) .
-Le 23-02-2008 Maroc vs Serbie à Lyon , large victoire du Maroc sur le score de 44-06 .
- 21-06-2008 Espagne vs Maroc à Perpignan ... large victoire du Maroc 60-12 
- du 7 au 12 novembre 2008 au Maroc à l’université Mohamed premier d’Oujda la fédération européenne et Maroc rugby League ont dispensé une formation d'entraîneurs et d’arbitres pour 24 ambassadeurs représentant 10 universités du royaume .
- 06 septembre 2009  Maroc vs Italie à Lyon , victoire du Maroc 32-10 
- 21 juin 2009 à Béziers 
Maroc vs Angleterre conférence , victoire du Maroc 18-08 
- 4 juillet 2009 dans le cadre du challenge Euro-Med le Maroc s’impose contre l'Espagne à Gironna sur le score de 26-06 .
- 15 août 2009 le Maroc remporte le Challenge Euro-Med sur le score de 46-12 
La fédération Européenne avait demandé certains critères (championnat domestique de 4 équipes minimum au Maroc ...) et devant le peu d’engouement du ministère des sports , l’association a passé le relais... et les résultats étaient catastrophiques ..(plus large défaite contre le Liban !) 

Mais, comme cela se voit parfois dans certaines nations émergentes, les autorités nationales responsables du rugby à 15 multiplient les obstacles face à ce qu'elles perçoivent comme un potentiel concurrent. Le Maroc n'échappe pas à la règle avec cependant une attitude de non reconnaissance du rugby à XIII de la part du Califat marocain, qui ajoute une dimension politique aux difficultés de développement du rugby à XIII dans le pays.  
Alors que les dirigeants treizistes n'ont jamais montré la moindre hostilité ni à l'égard du roi, ni à l'égard du gouvernement, ni de la religion islamique, ceux-ci se heurtent à un blocage administratif, dont les raisons demeurent inexpliquées. 
Cette opposition voit son paroxysme en 2013 lors de la visite de l'équipe des GB Students Pionneers, sélection estudiantine britannique qui voit certains matchs annulés (trois sur quatre) en raison de l'intervention de la FRMR  à 15. Plus précisément les autorités quinzistes parviennent à empêcher l'accès des stades aux joueurs de rugby à XIII, qui se trouvent littéralement « enfermés dehors ».
En 2015, la difficulté est loin d'être levée, puisque l'opposition de cette fédération locale est relayée par le ministère des Sports : les instances treizistes sont donc obligées de solliciter l'aide de l'Union Européenne et du député européen britannique Claude Moraes pour faire bouger les positions du gouvernement marocain.

### 2018: la renaissance?
En 2018, le treize marocain connaît un nouveau départ avec une assemblée générale constitutive qui se déroule à Casablanca. Les statuts de la Fédération marocaine de rugby à XIII sont adoptés et déposés auprès des autorités et de la RLIF. Douze personnes constituent le Comité directeur et Yamina Abdesselem devient présidente de la toute nouvelle FMR XIII.[réf. nécessaire]
Une douzaine de clubs se constituent dans la lancée et six d'entre eux - dont Guelmine, Nadour Arkmane, les Aigles de Casablanca, Club union sportive Casablanca... - déposent leurs statuts et jouent un Championnat national dès janvier 2019.

### 2019: Participation à la première coupe d'Afrique des nations en 2019
Le pays participe à cette compétition, qui se déroule au Nigeria du 2 au 5 octobre 2019, au cours de laquelle il rencontre le Cameroun , qu'il défait 7-4 lors de la première journée.
il dispute alors la finale contre la Nigeria mais est battu par ce dernier sur le score de 10-38.
S'ensuit alors une longue période de silence, entrecoupée parfois de communications sur les réseaux sociaux. 

## Autres références
1. ↑  https://treizemondial.fr/rachid-amraoui-et-jerome-alonso-relancent-la-selection-du-maroc/
2. ↑  (en) « Hussein M'Barki Top #7 Facts », sur youtube.fr, 31 janvier 2016 (consulté le 30 septembre 2018)
3. ↑  Louis Bonnery, Le rugby à XIII le plus français du monde, Limoux, Cano&Franck, 2ème semestre 1996, 489 p. (ASIN B000X3Z932), p. 382
4. 1 2  (en) Dave Hadfield, « Dirty tricks : RLW uncovers a whole world of prejudice and poison », Rugby League World « Morocco, 2013 », no 411,‎ juillet 2015, p. 58 (ISSN 1466-0105) :« They [The Moroccan RU] managed to get a four-match tour reduced to a single match, by locking the league players out of the municipal stadia »
5. ↑  (en) Graham Clay et Tim Butcher, Super League'96 : A comprehensive account of the first historic summer Rugby League season, Bradford, League Publications Limited, 1996, 209 p. (ISBN 1901347001), The World Nines, Fiji, p. 126
6. ↑  (en) Trevor Hunt, « Barla Reach final », League Express,‎ 20 novembre 2000, p. 17 (ISSN 0962-1547)
7. ↑  (en) Tim Butcher, « Lions far too powerful », League express,‎ 20 novembre 2000, p. 17 (ISSN 0962-1547)
8. ↑  (en) Terry Liberolopoulos, « Morocco pick up first win », League Express,‎ 20 novembre 2000, p. 17 (ISSN 0962-1547)
9. ↑  (en) Terry Liberoupoulos, « League World : Morocco », Rugby League World, no 257,‎ aout 2002, p. 61 (ISSN 1466-0105)
10. ↑  (en) Mike Doyle, « Third degree », Rugby League World,‎ novembre 2004, p. 71 (ISSN 1466-0105)
11. ↑  (en) « Moroccan Ministry of Sport roadblock official recognition for rugby league in Morocco », sur rugbyleagueplanet.com, 20 janvier 2015 (consulté le 1er octobre 2018) : « The European Union provides substantial aid to the Moroccan government and is well placed to question why it refuses to offer rugby league the opportunity to achieve fully accredited status like any other sport has the right to.Currently, Moroccan citizens are prevented from officially playing the sport, from using municipal facilities, forming a national team and benefitting from the state’s sport infrastructure. »
12. ↑  « Le champion du Maroc 2019 connu », sur treizemondial.fr, 30 avril 2019 : « Un match fermé en finale du championnat marocain de rugby à XIII mais une victoire 4 à 0 pour Assalam Guelmim Rugby face à Nadour Arkman Rugby. »
13. ↑  « Le programme de la Coupe d’Afrique dévoilé : Prévue au Nigeria, la Coupe d’Afrique accueillera 4 nations qui s’affronteront cet automne à Lagos. », sur treizemondial.fr, 2 avril 2019 : « Le Maroc qui renaît de ses cendres sera opposé au Cameroun alors que le Nigeria qui se développe à haute vitesse rencontrera le Ghana »